# Analna manometrija
Analna manometrija je minimalno invazivna dijagnostička metoda kojom se meri pritisak unutar
analnog kanala.

## Indikacije i značaj
Metoda je namenjena odraslima i deci sa: 
- hroničnom „izlaznom“ opstipacijom (zatvorom)
- poremećaji defekacije — nevoljnо ispuštanjem stolice analnom ili fekalnom inkontinencijom.
- poremećaji senzibiliteta koji mogu uticati na defekacioni proces.

Ispitivanje ovom metodom omogućava procenu funkcionalne sposobnosti završnog debelog creva, doprinosi postavljanju dijagnoze uzroka poremećaja defekacije, i time pravilno usmerava lečenje.

## Kontraindikacije
Kontraindikacije su prisustvo fekaloma u rektalnoj ampuli, teške analne pukotine (fisure) ili prolaps rektuma, jer pregled može biti nepodnošljiv, i pogoršati postojeći bol ili izazvati značajno krvarenje.

## Opšte informacije
Radi se o metodi kojom se ispituju pritisci u području završnog debelog creva, postojanje osećaja i nervnih refleksa potrebnih za normalno zadržavanje i istiskivanje stolice.
Ovim pregledom se određuje pritisak u miru u nivou unutrašnjeg analnog sfinktera ili voljna kontrakcija spoljašnjeg analnog sfinktera, analiza rektoanalnog inhibitorniog refleksa, rektoanalnog ekscitatorniog refleksa, senzibilitet rektuma, analiza koordinacije mišića poda karlice pri defekacionom napinjanju, intrarektalni pritisak i komplijansa rektuma.
Pritisak u miru ili pritisak u nivou unutrašnjeg analnog sfinktera je normalno oko 60 cm vodenog stuba.
Metoda se jednostavno izvodi, tako da se u završno debelo crevo uvodi mali balon koji se napumps i tako se imitira fiziološki dolazak stolice u taj deo creva. Balon je spojen na manometrom s kojeg se u digitalni kompjuterski zapis prenose dijagnostički podaci. Ispitivanje osećaja izvodi se putem senzora u vidu nalepnica koje se postavljaju oko samog čmara tako da se informacija također pretvaraju u elektronski zapis.
Kod ispitanika koji slabo sarađuju, ispitivanje može biti nepouzdano.

### Parametri
Prilikom izvođenja analne manometrije određuju se sledeći parametri: 
BP (basal pressure) koji odražava stanje unutrašnjeg analnog sfinktera,
SP (squeze pressure), odnosno pritisak pri voljnoj kontrakciji, koji odražava funkcionalnu sposobnost spoljašnjeg analnog sfinktera,
ACL (anal canal lenght) meri se dužina zone visokog pritiska, odnosno analnog kanala,
RAR (rectal anal reflex) određuje se rektalna komplijansa koja daje podatke o inervaciji i funkciji pelvičnog poda.
Normalne vrednosti dobijenih parametara, koje variraju u odnosu na životnu dob i pol, su: 
BP = 40 ± 20 mmHg
SP = 120 ±3 0 mmHg
ACL = 2,5 - 3,5 cm

## Postupak
Analna manometrija se izvodi tako što se tanka cev sa balonom na kraju prvo ubaci u anusa. Zatim se balon naduva i tako se meri pritisak koja vlada unutar analnog kanala. Po završenom merenju cevčica se lagano izvlači, i paralelno proverava tonus i kontrakcije mišića.
Izvođenje testa nije bolno, jer se balon uvodi putem kojim normalno prolazi i stolica.

## Komplikacije
Ispitivanje je sigurno, a od komplikacije se vrlo retko mogu dogoditi. A i ako do njih dođe, one su blage i u vidu su oštećenje ili krvarenje u području sluzokože rektuma i anusa.

## Literatura
- Cash, Brookes D. Consultation of the Colon: 49 Clinical Questions (15. 9. 2008). Curbside. SLACK Incorporated. стр. 67—68. ISBN 978-1-55642-831-9. Приступљено 16. 6. 2019.
- Bharucha, A. E.; Fletcher, J. G.; Seide, B.;  . (2005). „Phenotypic variation in functional disorders of defecation”. Gastroenterology. 128 (5): 1199—210. PMID 15887104. doi:10.1053/j.gastro.2005.03.021.
- Locke GR III, Pemberton JH, Philips SF (2004). „Predictive value of the balloon expulsion test for excluding the diagnosis of pelvic floor dyssinergia in constipation”. Gastroenterology. 126 (1): 57—62. PMID 14699488. doi:10.1053/j.gastro.2003.10.044.
- Sultan, A. H.;  . (1993). „Anal sphincter disruption during vaginal delivery”. New Engl J Med. 329 (26): 1905—1911. PMID 8247054. doi:10.1056/NEJM199312233292601.
- Bharucha, A. E. (2006). „Update of tests of colon and rectal structure and function”. J Clin Gastroenterol. 40 (2): 96—103. PMID 16394868. doi:10.1097/01.mcg.0000196190.42296.a9.

 Mediji vezani za članak Analna manometrija na Vikimedijinoj ostavi

|  | Molimo Vas, obratite pažnju na važno upozorenje u vezi sa temama iz oblasti medicine (zdravlja). |